# Ichneumon hirtus
Ichneumon hirtus är en stekelart som först beskrevs av Kokujev 1909.  Ichneumon hirtus ingår i släktet Ichneumon och familjen brokparasitsteklar. Inga underarter finns listade i Catalogue of Life.